# Гласные (сонет)
«Гласные» (фр. Voyelles) — символистский сонет французского поэта Артюра Рембо, написанный в 1871 году или в начале 1872 года и опубликованный Полем Верленом 5 октября 1883 года в журнале «Lutèce». Является одним из самых известных сонетов Рембо. Открывает третий период творчества поэта (1872—1873).
Это произведение стало восприниматься как поэтический манифест символизма.
Сонет, написанный традиционным александрийским стихом, далёк по своему содержанию от традиции.

## Художественные особенности
В «Гласных» обнаруживаются следующие специфические художественные принципы:
- превращение слова в символ,
- внимание к смысловой окраске звуков,
- высокое значение ощущений в восприятии мира.

## Интерпретации
Рембо писал:
Я придумал цвет гласных! <...> Я установил движенье и форму каждой согласной и льстил себя надеждой, что с помощью инстинктивных ритмов я изобрел такую поэзию, которая когда-нибудь станет доступной для всех пяти чувств. Разгадку оставил я за собой.

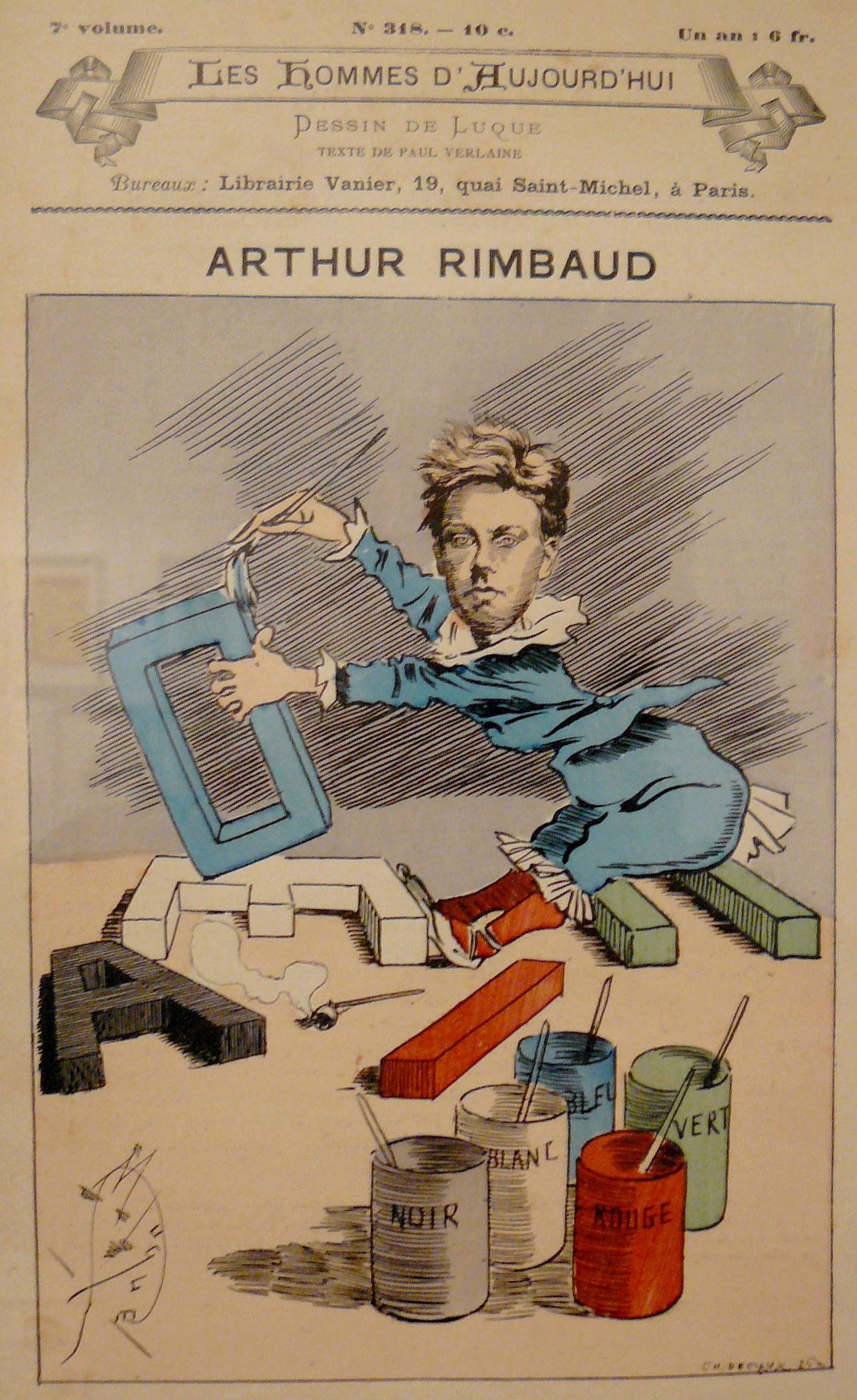
Карикатура 1888 года

Верлен говорил об этом стихотворении как о шутке:
Я, кто был знаком с Рембо, знаю, что ему было совершенно наплевать, красный «А» или зеленый. Он его так видел, и всё тут.
Об этом сонете написано большое количество научных работ.
Некоторые исследователи видели в произведении влияние чтения эзотерической и каббалистической литературы. Эта концепция была скептически встречена во Франции, однако вскоре нашла сторонников, как, впрочем, и новых оппонентов.
Высказывают предположение, что цвет гласных у Рембо — это воспоминание о раскрашенных буквах алфавита в детской книге для чтения, по которой поэт учился грамоте.
В 1904 году Е. Гобер обнаружил, что цвета букв у Рембо совпадают с раскраской букв в «Азбуке», по которой учился читать Рембо (исключение: Е — жёлтый). Но при всей субъективности конкретных ассоциаций мысль Рембо развивалась в духе характерной для символизма идеи единства ощущений, идущей от сонета Бодлера «Соответствия». В «Пребывании в аду» Рембо говорит об этих поисках как о «безумстве», ошибке, но не как о шутке.
По словам Роберта Фориссона, сонет относится к эротической литературе. Данная интерпретация вызвала дебаты, в которых участвовали национальные СМИ, в том числе «Монд», и несколько учёных.